# جون رود (رجل أعمال)
جون رود (بالإنجليزية: John Rod)‏ هو شخصية أعمال نيوزيلندي، ولد في 1856، وتوفي في 1920.